# Nada Laaraj
Nada Laaraj, née le 2 septembre 2000, est une taekwondoïste marocaine.

## Carrière
Après avoir été médaillée de bronze des moins de 57 kg aux Jeux de la solidarité islamique 2017 à Bakou, Nada Laaraj est sacrée championne d'Afrique dans la catégorie des moins de 57 kg aux Championnats d'Afrique 2018 à Agadir et remporte la médaille d'or dans cette même catégorie aux Jeux africains de 2019 à Rabat.
Elle est médaillée d'argent dans la catégorie des moins de 57 kg aux Championnats d'Afrique 2021 à Dakar.
Elle est ensuite médaillée d'or dans la catégorie des moins de 57 kg aux championnats d'Afrique 2022 à Kigali.